# Superclássico das Américas de 2011
O Superclássico das Américas de 2011 (antes conhecido como Copa Roca) foi um torneio de futebol amistoso disputado entre a Seleção Brasileira e a Seleção Argentina, entre 14 e 28 de setembro de 2011.

## Regras
Foram realizados dois jogos. O primeiro, em solo argentino, aconteceu na cidade de Córdoba, no dia 14 de setembro. O segundo foi realizado em Belém, no Pará, no dia 28 de setembro. Ao fim das duas partidas, o vencedor pelo placar agregado será o campeão. Em caso de empate, haverá disputa por pênaltis, independentemente do número de gols marcados por uma equipe fora de casa.
Devido ao fato de os jogos não ocorrerem em datas oficiais da FIFA para jogos entre seleções, apenas jogadores que atuam nos respectivos campeonatos nacionais destes países poderão participar. Caso ocorressem em datas FIFA, os clubes do exterior seriam então obrigados a liberar seus jogadores.

## Sedes
A Associação Argentina de Futebol (AFA) confirmou a cidade de Córdoba como palco da primeira partida realizada em 14 de setembro, no Estádio Mario Alberto Kempes. Enquanto isso, a Confederação Brasileira de Futebol (CBF) escalou a cidade de Belém para sediar o jogo de volta no Mangueirão, no dia 28 do mesmo mês.
| Mangueirão         |
| ------------------ |
| Capacidade: 45.007 |
|                    |

## Detalhes

### Jogo de ida
| 14 de setembro | Argentina | 0 – 0     | Brasil | Estádio Mario Kempes, Córdoba, Argentina   |
| 21:50 (UTC-3)  |           | Relatório |        | Público: 50 000 Árbitro: CHI Enrique Osses |

| Argentina | Brasil |

| G                 | 1  | Agustín Orión        |     |     |
| LD                | 4  | Iván Pillud          |     |     |
| Z                 | 6  | Sebá Domínguez       |     |     |
| Z                 | 5  | Christian Cellay     |     |     |
| Z                 | 2  | Leandro Desábato     |     |     |
| LE                | 3  | Emiliano Papa        |     |     |
| V                 | 8  | Augusto Fernández    |     |     |
| M                 | 10 | Héctor Canteros      |     | 60' |
| M                 | 11 | Víctor Zapata        | 66' |     |
| A                 | 7  | Juan Manuel Martínez |     | 58' |
| A                 | 9  | Mauro Boselli        |     | 24' |
| Substituições:    |    |                      |     |     |
| A                 | 21 | Emmanuel Gigliotti   |     | 24' |
| A                 | 22 | Pablo Mouche         |     | 58' |
| M                 | 18 | Cristian Chávez      |     | 88' |
| Treinador:        |    |                      |     |     |
| Alejandro Sabella |    |                      |     |     |

| G              | 1  | Jefferson         |  |     |
| LD             | 2  | Danilo            |  |     |
| Z              | 3  | Dedé              |  |     |
| Z              | 4  | Réver             |  |     |
| LE             | 6  | Kléber            |  |     |
| V              | 5  | Ralf              |  |     |
| V              | 7  | Paulinho          |  | 88' |
| M              | 8  | Renato Abreu      |  | 18' |
| M              | 10 | Ronaldinho Gaúcho |  |     |
| A              | 11 | Neymar            |  |     |
| A              | 9  | Leandro Damião    |  |     |
| Substituições: |    |                   |  |     |
| A              | 18 | Oscar             |  | 18' |
| M              | 23 | Casemiro          |  | 88' |
| Treinador:     |    |                   |  |     |
| Mano Menezes   |    |                   |  |     |

### Jogo de volta
| 28 de setembro | Brasil                 | 2 – 0     | Argentina | Estádio Mangueirão, Belém, Brasil            |
| 21:50 (UTC-3)  | Lucas 53' · Neymar 75' | Relatório |           | Público: 45 000 Árbitro: URU Jorge Larrionda |

| Brasil | Argentina |

| G              | 1  | Jefferson         |  |     |
| LD             | 2  | Danilo            |  |     |
| Z              | 3  | Dedé              |  |     |
| Z              | 4  | Réver             |  |     |
| LE             | 6  | Cortês            |  | 87' |
| V              | 5  | Ralf              |  |     |
| V              | 8  | Rômulo            |  |     |
| M              | 7  | Lucas             |  | 68' |
| M              | 10 | Ronaldinho Gaúcho |  |     |
| A              | 11 | Neymar            |  |     |
| A              | 9  | Borges            |  | 73' |
| Substituições: |    |                   |  |     |
| G              | 12 | Rafael Cabral     |  |     |
| Z              | 13 | Rhodolfo          |  |     |
| Z              | 14 | Emerson           |  |     |
| V              | 15 | Casemiro          |  |     |
| LE             | 16 | Kléber            |  | 87' |
| M              | 17 | Oscar             |  |     |
| M              | 18 | Diego Souza       |  | 68' |
| A              | 19 | Fred              |  | 73' |
| M              | 20 | Elkeson           |  |     |
| Treinador:     |    |                   |  |     |
| Mano Menezes   |    |                   |  |     |

| G                 | 1  | Agustín Orión     |     |     |
| LD                | 2  | Iván Pillud       |     | 77' |
| Z                 | 6  | Sebá Domínguez    |     |     |
| Z                 | 4  | Christian Cellay  |     |     |
| Z                 | 5  | Leandro Desábato  | 70' |     |
| LE                | 3  | Emiliano Papa     |     |     |
| V                 | 8  | Augusto Fernández |     |     |
| V                 | 11 | Guiñazú           |     |     |
| M                 | 10 | Héctor Canteros   |     | 59' |
| A                 | 7  | Montillo          |     |     |
| A                 | 9  | Lucas Viatri      |     |     |
| Substituições:    |    |                   |     |     |
| V                 | 17 | Mario Bolatti     |     | 59' |
| A                 | 22 | Pablo Mouche      |     | 77' |
| Treinador:        |    |                   |     |     |
| Alejandro Sabella |    |                   |     |     |

## Premiação
| Superclássico das Américas de 2011 |
| Brasil                             |
| ---------------------------------- |
| BRASIL Campeão (9.º título)        |